# Heptylformiat
Heptylformiat ist eine organische Verbindung aus der Gruppe der Carbonsäureester. Sie leitet sich von 1-Heptanol und Ameisensäure ab.

## Herstellung
Heptylformiat kann durch Veresterung von 1-Heptanol mit Ameisensäure hergestellt werden. Eine Alternative ist die biotechnologische Herstellung durch Oxidation von Octanal mit einer Baeyer-Villiger-Monooxygenase aus Aspergillus flavus. Heptylformiat entsteht auch als Nebenprodukt bei der Hydroformylierung von 1-Hexen mit Dicobaltoctacarbonyl. Wird als Phosphinligand Triphenylphosphin verwendet, ist der Anteil an Heptylformiat nur sehr gering, mit anderen Liganden wie Trimethylphosphin oder Tributylphosphin und speziell mit Triethylphosphin kann er aber über 40 % ausmachen.

## Eigenschaften
Heptylformiat ist giftig für Stubenfliegen.

## Verwendung
Heptylformiat ist ein Duftstoff und Aromastoff mit fruchtigem Geschmack. Es ist in der EU unter der FL-Nummer 09.074 als Aromastoff für Lebensmittel zugelassen.